# Listă de filme: M
| Listă de filme                                          | Listă de filme | Listă de filme | Listă de filme | Listă de filme | Listă de filme | Listă de filme |
| ------------------------------------------------------- | -------------- | -------------- | -------------- | -------------- | -------------- | -------------- |
| #                                                       | A              | B              | C              | D              | E              | F              |
| G                                                       | H              | I              | J · K          | L              | M              | N · O          |
| P                                                       | Q · R          | S · Ș          | T · Ț          | U · V          | W · X          | Y · Z          |
| Această infocasetă: vizualizare • discuție • modificare |                |                |                |                |                |                |

Aceasta este o listă de filme care încep cu litera M.
- Mai presus de lege
- Marele Lebowski
- Martorul incomod
- Mexicanul
- Micii salvatori
- Miss Agent Secret
- Mock-Fu (trilogie)
- Moromeții
- Muguri zdrobiți
- Mumia
- Mulholland Drive